# Raumpatrouille – Die phantastischen Abenteuer des Raumschiffes Orion
Raumpatrouille – Die phantastischen Abenteuer des Raumschiffes Orion (häufig auch als Raumschiff Orion, in neueren Videoausgaben auch als Raumpatrouille Orion bezeichnet, Französisch Commando spatial – La Fantastique Aventure du vaisseau Orion) ist die erste und bekannteste deutsche Science-Fiction-Fernsehserie. Sie wurde ab dem 17. September 1966 vierzehntäglich samstagabends nach der Tagesschau von der ARD in sieben Teilen ausgestrahlt. Es war die erste Fernsehserie, die in deutsch-französischer Koproduktion entstand, wobei Frankreich rund 20 % der Produktionskosten trug.
Die Schwarz-Weiß-Serie hat seit Jahrzehnten Kultcharakter. Sie erreichte bei der Erstausstrahlung in der ARD Einschaltquoten von bis zu 56 % und wurde deshalb oft als Straßenfeger bezeichnet. In Deutschland wurde die Serie im Deutschen Fernsehen 1968 und 1975 sowie von verschiedenen Regionalsendern der ARD, so vom WDR 1973 und 1987, dem NDR Fernsehen, hr-fernsehen und dem damaligen Südwest 3 sowie vom Privatsender Sat.1 (hier allerdings aus rechtlichen Gründen oft nur fünf Folgen) bis 1999 insgesamt 20 Mal wiederholt.

## Inhalt
Die Handlung spielt in einer Zukunft, die im Vorspann durch den von Claus Biederstaedt gesprochenen Text zu Beginn jeder Episode vorgestellt wird:

„Was heute noch wie ein Märchen klingt, kann morgen Wirklichkeit sein. Hier ist ein Märchen von übermorgen: Es gibt keine Nationalstaaten mehr. Es gibt nur noch die Menschheit und ihre Kolonien im Weltraum. Man siedelt auf fernen Sternen. Der Meeresboden ist als Wohnraum erschlossen. Mit heute noch unvorstellbaren Geschwindigkeiten durcheilen Raumschiffe unser Milchstraßensystem. Eins dieser Raumschiffe ist die Orion, winziger Teil eines gigantischen Sicherheitssystems, das die Erde vor Bedrohungen aus dem All schützt. Begleiten wir die Orion und ihre Besatzung bei ihrem Patrouillendienst am Rande der Unendlichkeit.“

Der für Eigenmächtigkeiten bekannte Commander Cliff Allister McLane (Dietmar Schönherr) führt mit dem schnellen Raumkreuzer Orion gegen einen ausdrücklichen Befehl ein bislang für unmöglich gehaltenes Landemanöver durch. Zur Strafe wird er mit seiner Besatzung von den schnellen Raumverbänden zur Raumpatrouille versetzt und unter die Aufsicht von Tamara Jagellovsk (Eva Pflug) vom Galaktischen Sicherheitsdienst (GSD) gestellt, die weitere Regelverstöße unterbinden soll. Bei ihrer ersten Mission treffen sie auf die fremdartigen „Frogs“, eine feindliche außerirdische Rasse, die sich zunächst als technisch überlegen erweist und die irdischen Verteidigungssysteme zu durchbrechen versucht.
Zur Stammbesatzung der Orion gehören außerdem: Mario de Monti (Armierungsoffizier), Atan Shubashi (Astrogator), Hasso Sigbjörnson (Bordingenieur) und Helga Legrelle (Leutnant für Raumüberwachung). Direkter Vorgesetzter McLanes ist General Wamsler. Chef des GSD ist Oberst Villa. Befehlshaberin der schnellen Raumverbände ist General van Dyke.

## Episoden

### Angriff aus dem All
(it.: Aggressione dal cosmo, fr.: L'attaque de l'espace, sv.: Hotet från rymden, hu: Támadás a világűrből) – Regie: Michael Braun, produziert von der Bavaria Atelier GmbH im Auftrage des WDR, Erstausstrahlung am Samstag, dem 17. September 1966, 20:15 bis 21:15 Uhr, Einschaltquote 37 %.
Entgegen einem anderslautenden Befehl landet McLane auf dem Saturnmond Rhea. Da er in der Vergangenheit schon mehrfach wegen Eigenmächtigkeiten und Befehlsverweigerung disziplinarisch belangt wurde, wird er nun mit der kompletten Mannschaft von den Schnellen Kampfverbänden für drei Jahre zur Raumpatrouille strafversetzt. Zusätzlich erhält er eine „Aufpasserin“ des Galaktischen Sicherheitsdienstes, Tamara Jagellovsk, zur Seite, die ihn an weiteren Eskapaden hindern soll.
Bei ihrem ersten Einsatz soll die Mannschaft Bewegungen in einem Raumsektor überwachen. Die am Kurs gelegene vorgeschobene Außenbasis MZ-4 antwortet auf Routineanfragen jedoch nicht, stattdessen empfängt die Orion unbekannte Funksignale. Der Orion-Besatzung ist bekannt, dass der unbemannte, vollautomatisch gesteuerte Laborkreuzer Challenger mit radioaktiven Zerfallstoffen MZ-4 anfliegt und von dort eine Kurskorrektur erhalten soll. Als McLane deshalb auf der Basis nach dem Rechten schauen will, kommt es zur Konfrontation mit Jagellovsk, weil das nicht im Rahmen der ihm erteilten Befehle ist.
McLane setzt sich jedoch durch und schickt Hasso Sigbjörnson und Atan Shubashi mit einer Lancet zur Station. Als sie in ihren Raumanzügen die Station betreten, stellen sie fest, dass die Beleuchtung in der Station nicht funktioniert und es zudem dort keinerlei Sauerstoff mehr gibt. Die gesamte Besatzung der Raumstation finden sie in Nebenräumen tot und in der Bewegung erstarrt vor. In den Gängen sehen sie plötzlich schemenhafte Wesen, die gegen die Strahlen aus ihren Laserwaffen immun sind – sie gehen einfach durch sie hindurch. Zur gleichen Zeit wird die Orion von unbekannten Flugobjekten angegriffen. Jetzt ist klar, dass es sich um feindliche Außerirdische handelt. Sigbjörnsons und Shubashis Versuch, zur Orion zurückzukehren, scheitert, weil die Außerirdischen die Technik der Lancet zerstört haben. Jagellovsk erteilt den Befehl, MZ-4 zu zerstören, auch wenn Sigbjörnson und Shubashi dabei sterben würden. McLane will diesen Befehl zähneknirschend ausführen, deaktiviert aber im letzten Moment die Energiewerfer, weil er den Befehl aus Gewissensgründen nicht ausführen kann. Unmittelbar danach wird jedoch klar, dass die Energiewerfer durch die Außerirdischen blockiert, also ohnehin unbrauchbar gemacht worden waren. Man entschließt sich, ohne Sigbjörnson und Shubashi zur Erde zurückzukehren. In McLanes Auftrag informiert Tamara Jagellovsk die irdischen Behörden. Dort verhindert Oberst Villa, Chef des Galaktischen Sicherheitsdienstes GSD, gegen das energische Drängen Kublai Krims die Zerstörung von MZ-4 durch die galaktische Flotte, da man vor dem Eintritt in größere Kampfhandlungen mehr über die Absichten und Möglichkeiten der Fremden wissen müsse.
In der Zwischenzeit müssen die Zurückgelassenen mitansehen, wie die Außerirdischen sich der Basis nähern. Shubashi hat schließlich die rettende Idee: Der Grund dafür, dass es auf der Station keinen Sauerstoff mehr gibt, ist offenbar, dass dieser für die Außerirdischen womöglich giftig wirkt. Daher beschließen sie, die Außerirdischen mit Sauerstoff zu töten. Da alle Sauerstoffvorräte in der Station und auch ihrer Lancet durch die Außerirdischen vernichtet wurden, bleibt nur noch der Vorrat ihrer Raumanzüge übrig. Sie deponieren eine Patrone im Vorraum der Basis und versorgen sich mit der zweiten Patrone gemeinsam. Als alle Außerirdischen im Vorraum versammelt sind, bringen sie die Patrone mit einem Schuss aus der Laserwaffe zur Explosion. Dies tötet die Außerirdischen.
Die Challenger zerschellt am von den Außerirdischen aufgebauten Schutzschirm. Sigbjörnsen und Shubashi gelingt es anschließend, die Funkanlage zu reparieren und um Hilfe zu rufen.
Schließlich tauft Shubashi die Wesen auf den Namen Frogs: „Wir hatten sie ‚Frösche‘ getauft, aber das klang uns dann zu vertraut – zu irdisch. Darum haben wir sie Frogs genannt.“ Ironisch resümieren Sigbjörnson und Shubashi: „Sag’ einmal, Atan, das Ganze war doch wohl nur ’n böser Traum, was?“ – „Viel schlimmer – das war Science Fiction!“

### Planet außer Kurs
(it.: Il pianeta fuori orbita, fr.: Planète en dérive, sv.: Planet ur kurs, hu: Az eltérített bolygó) – Regie: Theo Mezger, produziert von der Bavaria Atelier GmbH im Auftrage des Südfunks Stuttgart, Erstausstrahlung am Samstag, dem 1. Oktober 1966 um 20:15 Uhr, Einschaltquote 43 %.
Der Raumkreuzer Hydra unter General van Dyke ist in einen Magnetsturm geraten und dadurch nicht mehr steuerbar. Die Besatzung hat einen Feuerball von Planetengröße entdeckt, im Film als „Supernova“ bezeichnet, der mit 146.000 km pro Sekunde auf die Erde zurast. Zufällig empfängt die Hydra unbekannte Impulswellen, auf der Astroscheibe sieht man ein Gebäude mit Frogs, die die Nova auf die Erde steuern, um sie zu vernichten. Van Dyke gelingt es noch, dies aufzuzeichnen und per Notruf zur Erde zu schicken. Oberst Villa lässt daraufhin McLane und Jagellovsk in sein Büro bringen, da die Orion als letztes Schiff in den betreffenden Raumsektoren unterwegs war. Doch sie haben nichts beobachtet. McLane und Jagellovsk werden vom GSD über die Lage informiert. In einer emotionalen Krisensitzung der Obersten Raumbehörde wird über eine Evakuierung der Erde diskutiert, denn die Lage scheint aussichtslos.
Da die Orion 7 das schnellste Schiff ist, erhält sie den Auftrag, die Leitstelle der Frogs aufzuspüren und zu eliminieren. Es gelingt der Besatzung, den abgerissenen Lichtspruchkontakt zur havarierten Hydra wieder aufzunehmen, und sie erhalten von General van Dyke die zwischenzeitlich ermittelten Koordinaten der Frog-Leitstelle, die sich auf einem Planetoiden innerhalb der Vesta-Gruppe befindet. McLane will zuerst General van Dyke und die Hydra-Crew retten, sieht nach einem heftigen Streit mit Jagellovsk aber ein, dass es wichtiger ist, die Erde zu retten als den General. Er schafft es, die Leitstelle zu vernichten, aber die Supernova rast weiterhin auf die Erde zu. Dort wird die Diskussion immer heftiger, denn man sieht keine Lösung und es bleiben nur noch vier Tage Zeit bis zur Katastrophe. McLane hat eine weitere, lebensgefährliche Idee: Er will mit der Orion die Sturzbahn der Supernova kreuzen, um sie mit dort abgesetzten Antimateriebomben aus der Bahn zu werfen. Die Ausführung dieses Plans misslingt jedoch.
McLane hat nun einen letzten Plan: Er lässt die Orion mit kontraterrener Energie vollladen und steuert das Schiff direkt auf die Nova zu. Die Mannschaft flüchtet in zwei Lancets. Die Orion explodiert und zerstört auch die Nova. Auf der Erde herrscht große Freude über das Ende der Bedrohung, doch gleichzeitig trauert man um McLane, seine Besatzung und um den General, denn man weiß, dass es die Orion war, die die Erde gerettet hat, und glaubt nicht an Überlebende. McLane jedoch erreicht die Hydra, rettet deren Mannschaft und lässt die Hydra wieder behelfsmäßig flugfähig machen für die Rückkehr zur Erde. Am Ende unterschreibt McLane auf einem futuristischen Schreibbrett 10 Verlustmeldungen, wobei er versehentlich den geheimen Grund der Mission ausplaudert. Aber sein Gegenüber, der Beamte, weiß mit dem Begriff Supernova nichts anzufangen.

### Hüter des Gesetzes
(it.: I guardiani della legge, fr.: Les gardiens de la loi, sv.: Robotarnas uppror, hu: A törvény őrei) – Regie: Theo Mezger, produziert von der Bavaria Atelier GmbH im Auftrage des WDR, Erstausstrahlung am Samstag, dem 15. Oktober 1966 um 20:15 Uhr, Einschaltquote 53 %.
Während eines Fortbildungskurses über die neuen Arbeitsroboter der Alpha CO-Serie wird die Mannschaft der Orion zur Raumaufklärung TRAV (Terrestrische Raumaufklärungsverbände) gerufen. Sie soll im Raumsektor 12M8 16 Raumsonden kontrollieren. Am Einsatzort angekommen, verlassen Legrelle und Shubashi die Orion mit einer Lancet und fliegen die einzelnen Sonden an. Zwischenzeitlich hat McLane auf der Orion Kontakt mit Commodore Ruyther, Kommandant des Raumfrachters Sikh 12. Der ist für McLaine ein alter Bekannter. Denn McLane war bei diesem früher Fähnrich. Ruyther erzählt McLane im Vertrauen, dass auf dem Planetoiden Pallas, dessen Erz er normalerweise transportiert, etwas nicht stimme. Er erhalte in letzter Zeit immer nur Abraum anstelle von Erz. McLane beschließt, nach Pallas zu fliegen. Damit seine Landung unbemerkt bleibt, wendet er in Anspielung auf Laurins Tarnkappe den alten Raumfahrertrick „Laurin lässt grüßen“ an: er lässt Shubashi mit der Lancet ein Energiefeld in der Größe der Orion aufbauen.
Die restliche Crew landet auf Pallas und macht sich auf die Suche nach den Kolonisten. In den unterirdischen Schächten werden sie von zwei bewaffneten Arbeitsrobotern des Types Alpha Ce Fe überrascht, entwaffnet und in die Stollen gesperrt. Dort finden sie auch die Bergarbeiter. Während man unten auf Pallas unter Kontrolle der Roboter steht, geht oben in der Lancet Shubashi und Legrelle langsam die Energie aus, denn der „Laurin“ verbraucht sehr viel davon. Auf Pallas erkennt man, dass die Roboter durch einen Widerspruch in den Robotergesetzen „umprogrammiert“ worden sind.
Durch eine List gelingt es Jagellovsk und McLane, zwei Roboter wieder normal zu programmieren und zu entwaffnen. Mit den Waffen schalten sie die restlichen Roboter aus und die Orion fliegt zurück zur Lancet.
Dort hat sich zwischenzeitlich die Situation verschärft, denn die Energie ist fast aufgebraucht, der Schutzschild zusammengebrochen und die Lancet aufgeheizt. Legrelle und Shubashi werden in letzter Minute gerettet und die Orion fliegt zurück zur Erde. Dort hatte man zwischenzeitlich eine umfangreiche Suche nach der Orion eingeleitet, da der ursprüngliche Einsatzbefehl falsch war. Statt der Orion  sollte das Kadettenschulschiff Arion den Auftrag ausführen.
Wamsler ahnt, was in Wirklichkeit geschehen ist, und durchschaut den Trick mit dem Laurin; der neue Einsatzbefehl für die Orion lautet daher: Transport von Arbeitsrobotern zur Venus-Kolonie.

### Deserteure
(it.: I disertori, fr.: Les déserteurs, sv.: Dödsstrålen, hu: A szökevények) – Regie: Theo Mezger, produziert von der Bavaria Atelier GmbH im Auftrage des WDR, Erstausstrahlung am Samstag, dem 29. Oktober 1966 um 20:15 Uhr, Einschaltquote 56 %.
Die Orion-Mannschaft testet die von Prof. Rott neu entwickelte Superwaffe Overkill erfolgreich an dem Mondkrater Harpalus.
Gleichzeitig wird auf der Erde Commander Alonzo Pietro Desertion vorgeworfen. Er hatte mit seinem Raumschiff Kurs auf die von den Frogs beherrschte Raumbasis AC 1000 genommen, wurde jedoch rechtzeitig von anderen Raumschiffen abgefangen. Commander Pietro kann sich nicht mehr an diesen Vorfall erinnern.
Die Orion erhält Befehl, u. a. die Raumstationen M-88-12 und K-16 im Vesta-Abschnitt anzufliegen, um dort Overkill zu installieren. Der Gehirnspezialist Prof. Sherkoff begleitet sie. Er soll untersuchen, warum es gerade im Vesta-Abschnitt immer häufiger zu Raumkollern bei den Mannschaften der Lichtwerfer-Batterien gekommen ist, sodass diese gegen Roboter ausgetauscht werden mussten. Die Landung der Orion auf M-88-12 gestaltet sich schwierig, weil die Roboter zunächst auf die Funksprüche nicht reagieren, doch sie glückt. Zunächst bleibt Jagellovsk als Wache im Schiff zurück, der Rest der Mannschaft betritt die Raumstation. Dort wird McLane unvermittelt von einem Roboter angegriffen, den er mit seiner Laserwaffe unschädlich machen kann. Nachdem auch der zweite Roboter abgeschaltet wurde, baut die Mannschaft unter Beobachtung von Prof. Sherkoff in der Raumstation Overkill ein. Sigbjörnson löst Jagellovsk zwischenzeitlich als Wache in der Orion ab. Er wird plötzlich müde und schläft ein, wird aber durch McLane per Funkspruch geweckt und gebeten, schon den Kurs nach K-16 zu programmieren. Als er sich dem Navigationscomputer nähert, gerät er in eine Art Trance und tippt fremde Koordinaten in den Computer ein. Als der Rest der Mannschaft sich wieder auf der Orion zum Weiterflug einfindet, kontrolliert McLane den neuen Kurs vor dem Start und stellt fest, dass jemand die Koordinaten von AC 1000 programmiert hat.
Jagellovsk übernimmt das Kommando und verdächtigt Sigbjörnson des Hochverrats, der sich jedoch nicht erinnern kann, diese Koordinaten eingegeben zu haben. Während Prof. Sherkoff den aufkommenden Streit zwischen Jagellovsk und dem Rest der Mannschaft schlichtet, wendet sich der am Rande stehende De Monti zunächst unbemerkt ab und gibt ebenfalls in Trance den Kurs nach AC 1000 in den Navigationscomputer ein. Auch ihm fehlt danach die Erinnerung daran. Sherkoff scheint die Ursache der merkwürdigen Ereignisse zu erahnen. Er bittet Jagellovsk, sich vor den Computer zu stellen, wo sie ebenfalls in Trance den Kurs nach AC 1000 einprogrammiert.
Damit steht für Sherkoff fest, dass die Frogs per Telenose-Strahlen sowohl Menschen als auch Roboter fernsteuern können. Er erkennt, dass darin auch die Ursache für den Desertionsversuch Pietros und die weiteren Raumkoller-Fälle im Vesta-Abschnitt liegt. McLane kommt auf die Idee, die Mannschaft solle vortäuschen, zu den Frogs desertieren zu wollen, um deren Stützpunkt zu finden und per Overkill zu zerstören. Die scheinbare Flucht wird auf der Erde bemerkt und General van Dyke erhält den Auftrag, die Orion von der Flucht abzuhalten und zu zerstören. Van Dyke nimmt diesen Auftrag nur widerwillig an. Noch vor dem Erreichen der Orion wird sie von Frog-Raumschiffen abgefangen und entschließt sich, zur Erde zurückzukehren, um den aussichtslosen Kampf gegen die Frogs zu vermeiden. Die Orion erreicht ungehindert AC 1000 und zerstört die Frog-Basis sowie die sie danach angreifenden Frog-Raumschiffe mit Overkill.

### Der Kampf um die Sonne
(it.: Battaglia per il Sole, fr.: La lutte pour le soleil, sv.: Striden om solen, hu: Harc a Napért) – Regie: Michael Braun, produziert von der Bavaria Atelier GmbH im Auftrage des NDR und des SWF, Erstausstrahlung am Samstag, dem 12. November 1966 um 20:15 Uhr, Einschaltquote 40 %.
Auf dem Planetoiden N 116a misst die Mannschaft der Orion unerwartet eine hohe Temperatur und entdeckt niedere Vegetation, was für den bis dato felsigen, unfruchtbaren Himmelskörper untypisch ist. Auf der Erde steigen gleichzeitig die Temperaturen, die Pole und Gletscher schmelzen, die Erde droht zu versteppen. Man vermutet, dass die Sonne künstlich angeheizt wird. Die Orion erhält den Befehl, den gesamten N-Planetoidengürtel zu untersuchen.
Auf N108 stößt die Orion auf eine fremdartige Lancet sowie auf zwei bewaffnete Männer, die sich als Wissenschaftler ausgeben. Diese werden zur Erde gebracht und verhört. Es stellt sich heraus, dass auf dem fernen Planeten Chroma Menschen leben. Diese Nachkommen ehemaliger Rebellen aus den galaktischen Kriegen haben dort eine eigene Gesellschaft mit eigenen Gesetzen erschaffen. Sie sind in der Lage, die Sonneneruptionen künstlich zu steigern. Dies tun sie, da ihre eigene Sonne langsam erkaltet und somit auch ihre Lebensgrundlage verschwindet.
Für die Erdregierung gibt es nur einen Weg: den Präventivschlag gegen Chroma, dessen Bewohner in ihren Augen Verbrecher sind. McLane versucht dies zu verhindern und fliegt in eigener Verantwortung, aber mit Billigung des GSD-Chefs Oberst Villa, mit den beiden Wissenschaftlern nach Chroma. Auf Chroma wurde ein Matriarchat errichtet und McLane lernt SIE – die zuständige Beamtin – kennen. Er bittet SIE, mit den Versuchen sofort aufzuhören und anstelle der Sonne die Planetoiden als Energieträger einzusetzen, da deren Gestein solare Materie beinhaltet. SIE lehnt das jedoch ab und will erst die Ergebnisse der Gesteinsuntersuchungen abwarten.
Zwischenzeitlich wird auf der Erde der Präventivschlag vorbereitet. Jagellovsk wird darüber informiert. Um McLane zu warnen, dringt sie mit einem der Wissenschaftler ins Regierungsgebäude ein, wird dort festgenommen und mit McLane in eine Zelle gesperrt. Dort erklärt sie ihm die Situation. In der Annahme des nahen Todes gesteht sie McLane ihre Liebe und küsst ihn. SIE kommt in die Zelle und erklärt, dass die Sonnenversuche eingestellt wurden und die Erde per Lichtspruch darüber informiert worden sei. Die Besatzung der Orion darf zur Erde zurückkehren; SIE besteht jedoch darauf, dass McLane für eine unbestimmte Zeit als „Sonderbotschafter“ der Erde auf Chroma bleibt, was zuhause im Starlight-Casino für erhebliche Erheiterung sorgt.

### Die Raumfalle
(it.: La trappola spaziale, fr.: Le piège de l'espace, sv.: Rymdkaparna, hu: Az űrcsapda) – Regie: Theo Mezger, produziert von der Bavaria Atelier GmbH im Auftrage des NDR und des SWF, Erstausstrahlung am Samstag, dem 26. November 1966 um 20:15 Uhr, Einschaltquote 51 %.
Die Orion-Mannschaft erhält den Auftrag, Sporen im All zu sammeln, um die Panspermie-Theorie zu untermauern. Als Gast nehmen sie den Science-Fiction-Autor Pieter Paul Ibsen mit an Bord, den zukünftigen Schwiegersohn des Ministers für interplanetarische Angelegenheiten. Er möchte durch eigene Erfahrungen im All Stoff für zukünftige Romane sammeln.
Im Zielgebiet in der Nähe von Umbriel beginnt die Mannschaft, ihren Auftrag auszuführen. Ibsen bittet McLane, ihn einmal alleine eine Lancet fliegen zu lassen. McLane erlaubt dies nach langem Zögern. Ibsen fliegt auf einem Leitstrahl, den er aber eigenmächtig abschaltet. Prompt landet er auf einem Planetoiden, von dem er aber nicht mehr starten kann. Bei dem Kontrollgang auf dem Planetoiden wird Ibsen von bewaffneten Männern überwältigt. Es stellt sich heraus, dass es sich um den Exilplaneten Mura handelt, auf den Straftäter zur lebenslangen Verbannung geschickt werden. Ibsen wird in einer Halle auf einen Stuhl gefesselt und mit zwei Omikron-Strahlern zu Auskünften über die Orion und ihre Besatzung gezwungen. Ibsen soll schließlich McLane zur Landung auf Mura überreden, um ihn zu retten.
Nach der Landung wird die Orion-Mannschaft ebenfalls überwältigt. McLane wird anstelle von Ibsen auf den Stuhl gefesselt und Tourenne, ein zwielichtiger Wissenschaftler, verhört ihn. Tourenne wurde verbannt, weil er „Lähmungsstrahlen“ erfunden hatte. Um mit der Orion zu den Frogs fliehen und ihnen seine Technik anbieten zu können, will er die komplette Orion-Mannschaft töten. McLane kann Tourenne aber überzeugen, dass niemand ohne Einweisung die hochmoderne Orion fliegen kann. Gleichzeitig übertöpeln Legrelle und Jagellovsk eine Wache und befreien die anderen Besatzungsmitglieder. McLanes Stellvertreter Sigbjörnson kontaktiert Tourenne und zwingt ihn, auch McLane und Ibsen an Bord zu lassen. Nachdem alle an Bord sind, scheitern mehrere Startversuche. Da meldet sich Tourenne und erklärt, dass eine Magnetglocke den Abflug verhindert und gleichzeitig die Energie des Schiffes ableitet. McLane bleibt nichts anderes übrig, als Tourenne und seine Leute an Bord zu lassen. Bei einem Startversuch gelingt es der Orion-Mannschaft, die Magnetglocke mit einer Lancet zu neutralisieren und die Orion hindurch zu manövrieren. Die Orion wird kräftig durchgeschüttelt, was die Mannschaft ausnutzt, um die Verbrecher zu überwältigen.

### Invasion
(it.: Invasione, fr.: L'invasion, sv.: Invasion utifrån, hu: Invázió) – Regie: Michael Braun, produziert von der Bavaria Atelier GmbH im Auftrage des Südfunks Stuttgart, Erstausstrahlung am Samstag, dem 10. Dezember 1966 um 20:15 Uhr, Einschaltquote 39 %.
Während eines Gesprächs mit General Wamsler hört McLane einen Notruf von Commander Lindley vom GSD-Kreuzer Tau mit. Demnach ist der Kreuzer mit Villa und acht Mitgliedern seines Stabes an Bord in einen Lichtsturm geraten. Villa vermutet aber schnell wechselnde Gravitationsfelder, hinter denen ein außerirdischer Angriff stecken könnte. Er kann noch durchgeben, dass man versuchen werde, mit den Lancets die Station auf Gordon zu erreichen. Dann bricht die Verbindung ab und auf der Erde wird vermutet, dass alle tot sind.
Doch Villa und seine engsten Mitarbeiter haben es geschafft, nach Gordon durchzukommen, und sie kehren nach einigen Tagen zur Erde zurück. Nun will Villa allerdings nichts mehr von schnell wechselnden Gravitationsfeldern wissen. Stattdessen gibt er einen normalen Lichtsturm als Ursache an, was McLane stutzig macht. Zudem werden Raumschiffstarts vom GSD untersagt, und die Überwachung der Startbasen wird ebenfalls vom GSD übernommen. McLane sieht sich in seinen Zweifeln bestätigt und befürchtet einen Putsch von Villa. Er bittet Jagellovsk, für ihn einen Termin bei Villa zu vereinbaren und sich bei der Gelegenheit im GSD-Zentralbüro umzuschauen. Überraschenderweise erhält McLane von Villa die gewünschte Starterlaubnis nach Gordon. Die Orion wird sogar zusätzlich mit einem neu entwickelten Eigenkraftfeld zum Schutz gegen die Frogs ausgerüstet. Daher begleitet Chefingenieur Kranz diesen Flug.
Jagellovsk entdeckt in einem Raum des GSD auf einem Monitor Pläne zu einer Invasion der Erde durch die Frogs, wird aber von Villas Gefolgsleuten festgenommen. Auf dem Weg nach Gordon ortet die Orion Frog-Raumschiffe, die sich zu einem Kurs in Richtung Erde formieren. McLane versucht, die Raumaufklärung der TRAV von der drohenden Invasion zu unterrichten, doch vergeblich, da der Chiffrierkonverter der Lichtspruchanlage durch den GSD so manipuliert wurde, so dass McLane stattdessen mit einem Mitarbeiter des GSD verbunden wurde. Nachdem McLane Kranz zunächst entwaffnet hat, zwingt Villa ihn, Kranz die Waffe auszuhändigen und diesem das Kommando über Orion zu übergeben, da er ansonsten Jagellovsk töten lasse. Nachdem Kranz das Kommando übernommen hat, setzt dieser Kurs auf Gordon, um dort den Frogs die Orion mit der Overkill-Anlage zu übergeben und dazu die Orion-Besatzung, die durch „Umformung“ genauso gefügig gemacht werden soll wie zuvor Villa und seine Begleiter. Da Kranz sich jedoch mit Raumschiffantrieben nicht auskennt, kann Ingenieur Sigbjörnson ihn austricksen, indem er behauptet, dass ein Teilausfall des Hyperspaceantriebs vorliege und die Orion bis zur Reparatur nur mit halber Geschwindigkeit beschleunigen könne.
Auf der Erde gelingt es Jagellovsk, die direkte Verbindung vom Büro Villa zu TRAV herzustellen. Erst jetzt bemerken die TRAV-Mitarbeiter, was Villa vorhat. Sofort werden Gegenmaßnahmen eingeleitet, doch zu spät. Nach Villas Plan wurden bereits sämtliche Startbasen gesprengt und die Erde wehrlos gemacht. Die Invasionsverbände der Frogs können jedoch nur über einen Energieleitstrahl die Erde anfliegen, der von Gordon gesteuert wird. Unterdessen ist die Hydra unterwegs nach Gordon. Da klar ist, dass nur die Orion die Raumstation rechtzeitig erreichen kann, erhält die Hydra den Befehl einen Scheinangriff auf die Orion durchzuführen. Das gelingt ihr dank Sigbjörnsons Verzögerungstaktik gerade noch rechtzeitig. McLane überwältigt Kranz, lässt Gordon mit voller Beschleunigung ansteuern und mittels Overkill zerstören.
Am Ende wird McLane zum Oberst befördert und vom Raumpatrouillen-Dienst zurück zu seiner alten Einheit versetzt. McLane und Jagellovsk küssen sich im Sitzungssaal der Obersten Raumbehörde, wodurch de Monti eine Wette gegen Legrelle verliert.

## Herstellung
Die ab 16. März 1965 auf 35-mm-Film in Schwarzweiß gedrehte Serie wurde mit großer Kreativität und mit viel Aufwand verfilmt. Einige Aufnahmen wurden im Bluescreen-Verfahren erstellt und mussten deshalb in Farbe gedreht werden. Da für den WDR, der anfangs als Hauptproduzent im Gespräch war, die geplanten Kosten von bis zu 360.000 DM (entsprechen inflationsbereinigt ca. 870.000 €) pro Folge zu hoch waren, suchte Bavaria-Boss Helmut Jedele nach einem Co-Produzenten. Dieser fand sich im französischen ORTF. Da sich der ORTF mit etwa 20 % an den Produktionskosten beteiligte, wurden auch einige Szenen speziell für das französische Publikum parallel erstellt. So wurde z. B. in Folge 5 die Rolle der „SIE/ELLE“ (in der deutschen Fassung gespielt von Margot Trooger) in der französischen Version von Christiane Minazzoli gespielt. Maurice Teynac, der eigentlich nur in der französischen Version den Chefingenieur Kranz spielen sollte, ist in beiden Fassungen zu sehen. Die französische Raumpatrouille heißt „Commando spatial“.
Das Set des Kommandostandes hatte einen Durchmesser von 28 Metern. Es wurden 3200 Glühlampen und 10.000 Meter Kabel für elektrische Schaltungen eingebaut. Für die Kulissen wurden verfremdete Bügeleisen und Bleistiftanspitzer als Armaturen und Plastikbecher als Deckenleuchten verwendet. Bei den Rangabzeichen an den Uniformen handelte es sich um Fragmente von Lochkarten für EDV-Systeme. Auf den Kopf gestellte Uhrpendel, bei denen eine Metallkugel auf einem zylindrischen Stiel saß, stellten die Fahrhebel dar. Auch Garnrollen, Ventile einer Mischbatterie, ein Thermostat und Wasserhähne kamen als Dekoelemente zum Einsatz. Die Kunststoffkulissen in der Kommandokanzel der Orion wurden mit dem damals noch neuen Thermoformen erstellt.
Die Aufnahmen wurden größtenteils in der Bavaria Film in Geiselgasteig gemacht. Außendrehorte waren:
- Schloss Höhenried (Planet Chroma aus der Folge 5 „Der Kampf um die Sonne“)
- Pechkohle-Bergehalde in Peißenberg (u. a.: Landegebiet auf (2) Pallas; Landegebiet auf dem Planeten Mura aus der Folge 6 „Die Raumfalle“; Planetoid N108 und Planetoid N116A in der Folge „Der Kampf um die Sonne“, auf dem die Orion landet, um die unerklärliche Entdeckung von Vegetation auf diesem Felsbrocken zu ergründen). Eigentlich sollten für diese Aufnahmen die Geysirgegenden auf Island benutzt werden, aber aus Kostengründen wählte man dann doch die Abraumhalden.
- Königsplatz in München (Teil der Raumschiffbasis 104)
- Golfplatz eines Golf-Clubs in Feldafing (Landegebiet auf Chroma, sieht man in einer Trickaufnahme, in der die Orion 8 auf Chroma landet)
- Aquarium des Berliner Zoos. Hier entstanden die Aufnahmen der Fische und Schildkröten, die hinter den Fenstern im Starlight-Casino und in McLanes Bungalow zu sehen waren.

In Nebenrollen waren zu sehen:
- Wilfried von Aacken als Chroma-Wissenschaftler (5)
- Hans-Dieter Asner als Offizier (4)
- Vivi Bach als Ordonnanz auf Chroma (5)
- Heinz Beck als GSD-Beamter (2)
- Helmut Brasch als Kommodore Ruyther (3)
- Wolfgang Büttner als Maurice Tourenne, Wissenschaftler, der nach Mura verbannt wurde (6)
- Hans Epskamp als Minister für außerplanetare Angelegenheiten (6)
- Siegfried Fetscher als Raumüberwacher auf Außenposten Hyperion 29 (3)
- Sigurd Fitzek als Henryk, Verbannter auf Mura (6)
- Herbert Fleischmann als Dr. Schiller, Astronom (2, 5)
- Erich Fritze als 2. GSD-Mitarbeiter (7)
- Norbert Gastell als Raumüberwachung, Bordingenieur des Raumschiffs Hydra (2, 4)
- Kunibert Gensichen als Abschnittsleiter bei TRAV (3)
- Konrad Georg als Dr. Regwart, Leiter einer psychiatrischen Klinik (7)
- Paul Glawion als GSD-Mitarbeiter (7)
- Reinhard Glemnitz als Pieter Paul Ibsen, Zukunftsschriftsteller und Utopia-Preisträger (6)
- Walter Gnilka als Chroma-Wissenschaftler Valan (5)
- Alexander Hegarth als Dr. Heine, Wissenschaftler (5, 7)
- Albert Hehn als Commander Lindley (7)
- Ursula Herwig als Leutnant im Vorzimmer der TRAV (3, 7)
- Alfons Höckmann als Rott, Kybernetiker (3, 4, 5)
- Christine Isensee als TRAV-Ordonnanz (3)
- Gerhard Jentsch als Astrogator des Raumschiffs Hydra (2, 4, 7)
- Nino Korda als GSD-Ordonnanz (3, 4)
- Erwin Linder als Professor Jurko Sherkoff, Arzt und Gehirnspezialist (4)
- Rolf von Nauckhoff als GSD-Beamter im Visio
- Wolf Petersen als Commander Alonso Pietro (4)
- Lieselotte Quilling als Ingrid Sigbjörnson, Ehefrau von Hasso Sigbjörnson (1)
- Wolf Rahtjen als Oberst Mulligan, Chef der Startbasis 104 (7)
- Rosemarie von Schach als Chroma-Ordonnanz (5)
- Willy Schäfer als Astrogator des GSD-Kreuzers Tau (7)
- Sigfrit Steiner als Dr. Stass, Wissenschaftler im Science-Center (5)
- Emil Stöhr (von Reinhard Glemnitz synchronisiert) als von Wennerstein, Regierungsbeauftragter (2, 7)
- Maurice Teynac (von Lukas Ammann synchronisiert) als Chefingenieur Kranz, Experte für Eigenkraftfelder (7)
- Margot Trooger als SIE, Regentin auf Chroma (5)
- Herwig Walter als Richard Hall, Leiter der Kolonie auf Pallas (3)
- Hans Wengefeld als Sprengmeister auf Pallas (3)

## Tricktechniken
Für die Spezialeffekte war Theo Nischwitz verantwortlich. Die Postproduktion dauerte fast ein Jahr (Juli 1965 bis zum Termin der ersten Ausstrahlung im September 1966).

### Raumschiffe und Basen

#### Raumschiffe
Von der Orion existierten drei Miniaturmodelle, gefertigt aus Holz, Aluminium und Plexiglas, mit Durchmessern von 30 cm bis 1,60 m. Die Modelle wurden teilweise an Fäden vor Matte Paintings aufgehängt (Folge 1 – Landung auf Rhea) oder optisch mit Hilfe des Bluescreen-Verfahrens in einen vorhandenen Hintergrund in den Film einkopiert (Folge 5 – Landung auf Chroma). Neben der Orion gab es u. a. noch Modelle der Hydra (30 cm), der Lancet und der Raumschiffe der Frogs. Einige Raumschiffe, Raumstationen und Satelliten wurden auch durch Matte Paintings realisiert.

#### Tiefseebasis 104

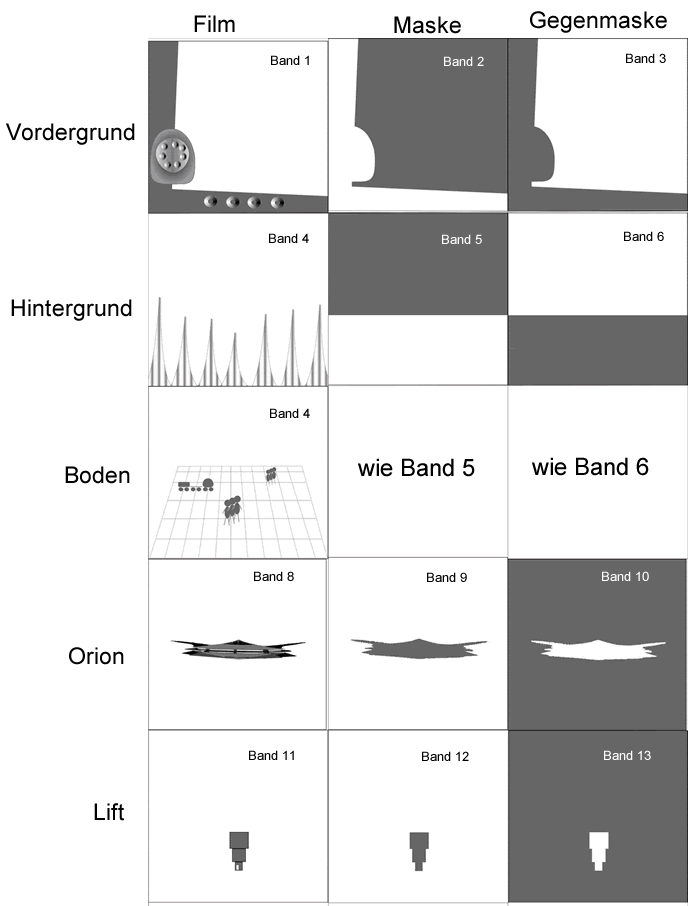
Kopierschema der Szene „Tiefseebasis 104“: Aus 13 Bändern wurde in 5 Ebenen die Szene zusammengesetzt.

Der Boden der Tiefseebasis, auf dem Mitarbeiter die „Raumschiffe“ beluden, war in Wirklichkeit der Königsplatz in München, als er noch mit großen Granitplatten belegt war. Dort wurde aus erhöhter Position die Mannschaft gefilmt. Daraus wurde aus 13 Filmbändern (sie enthielten u. a. die Dame im Vordergrund, den beleuchteten Hintergrund, die Aufnahmen vom Königsplatz, die Orion nebst Landeschacht sowie einige Masken und Gegenmasken, siehe Schema) mit einem optischen Printer ein neues Bild kombiniert.

#### Wasserstart
Um den Start darstellen zu können, wurde ein ausgeschnittenes Foto der Orion auf eine Glasplatte geklebt, hinter der drei Alka-Seltzer-Tabletten befestigt wurden, durch die ein Sprudeleffekt erzeugt werden sollte. Aufgenommen wurde der Start mit einer auf dem Kopf stehenden Kamera, damit die aufsteigenden Gasblasen der Tabletten nach unten gingen. Um den Eindruck der startenden Orion zu verstärken, wurde hinter dem wassergefüllten Glasbehältnis ein gemalter Hintergrund bewegt.
Die Orion verlässt das Meer durch einen Wasserstrudel, der in der Versuchsanlage für Wasserdynamik der Technischen Hochschule München aufgenommen wurde. Um den kleinen Strudel optisch größer wirken zu lassen und die Wellen realistischer aussehen zu lassen, wurde er mit einer Cinemascope-Linse verzerrt und mit 120 Bildern pro Sekunde aufgenommen. Bei der Wiedergabe in normaler Filmgeschwindigkeit entstand so der Eindruck eines riesigen, über 200 Meter breiten Strudels im Meer. Das Wasser wurde außerdem eingefärbt und dann mit starken Scheinwerfern angestrahlt, um den Eindruck von Meerwasser zu erzeugen. Die Orion wurde später über verschiedene Techniken in diese Aufnahmen hineinkopiert.

### Planetenoberflächen
Um fremdartige Planeten zu erzeugen, filmte man die Darsteller mit leicht erhöhter Kamera, damit sie nicht in den Himmel hineinragten. Den Himmel ersetzte man anschließend durch eine Matte-Painting mit Sternen, Monden bzw. der gelandeten Orion.

### Astroscheibe und Wandbildschirm
Die Astroscheibe in der Kommandokanzel bestand aus einer weißen Platte mit 1,20 Metern Durchmesser, auf die über einen Spiegel mit einem Filmprojektor unterschiedliche Filmsequenzen (u. a. ein Countdown, der Overkill-Test) eingespielt wurden.
Für die großen Wandbildschirme auf der Erde mit einem Durchmesser von ca. 4 Metern griff man auf ein ähnliches Verfahren zurück.

### Fischtrick
In den Filmsequenzen unter Wasser (z. B. im „Starlight-Casino“) sieht man Fische an den Glaskuppeln vorbeischwimmen. Die Aufnahmen der Fische entstanden im Aquarium des Berliner Zoos und wurden dann im Bluescreen-Verfahren in die Szene eingefügt. Dazu hängte man blau eingefärbte Tücher an die entsprechenden Stellen im Casino. Diese Szenen mussten in Farbe gefilmt werden. Zusätzlich wurden helle Kreisausschnitte in den Film einkopiert, damit der Eindruck eines riesigen gewölbten Glasdaches entstand. Beim Einfügen wurde ein abweichendes Größenverhältnis gewählt, das die Fische teilweise sehr groß erscheinen lässt. Da die Kamera sich nie bewegt, konnten einfache Stanz-Masken verwendet werden.

### Frogs
Die Frogs wurden durch Schauspieler in enganliegenden blauen Anzügen dargestellt, die mittels Cinemascope-Linse in die Länge gezogen wurden. Für den Glitzereffekt nutzte man eine Glimmerrolle, die langsam in verschiedene Richtungen gedreht und unscharf gefilmt wurde. Diese beiden Aufnahmen wurden dann übereinander kopiert, indem die Trickaufnahme dann wiederum mit Hilfe des Bluescreen-Verfahrens auf die langgezogenen Umrisse der Schauspieler kopiert wurde.

### Optische Elemente

#### Laserstrahl

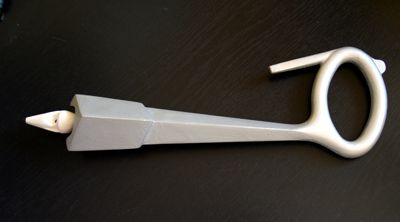
Handstrahlenwaffe HM-4 (Bild zeigt in leichten Details (Griffstück) von der Originalrequisite abweichenden Modellbausatz aus Polyurethan-Gießharz). Der Modellbausatz war in den 1990er Jahren nur für Mitglieder des Raumpatrouille Orion Fanclubs erhältlich. Ein leicht ergänzter Nachguss des Modellbausatzes erschien später bei einschlägigen Garagenbausatzhändlern.

Die Laserstrahlen der Handwaffe HM-4, die in den Folgen 1, 3, 4 und 5 zum Einsatz kam, wurde mittels Rotoskopie erzeugt. Ein Schlitz in einer Abdeckmaske wurde sukzessive verlängert, während gleichzeitig eine dahinter befindliche lichtdurchschienene Milchglasscheibe bei jeder Aufnahme ein Stückchen rotiert und so das Filmmaterial an dieser Position Einzelbild für Einzelbild belichtet wird. So entstand nach und nach der Laserstrahl mit unterschiedlichen Konturen, der dann in die entsprechenden Aufnahmen einkopiert wurde.

#### Omikronstrahlen
Für die „Omikronstrahlen“ (Folge 6) wurde im Nachhinein Bild für Bild mit einer Rasierklinge in den Film eingeritzt.

#### Lichtsturm
Reiskörner wurden in die Luft geworfen und im Highspeed-Verfahren aufgenommen. In normaler Geschwindigkeit entstand der Eindruck eines gewaltigen und langsamen Materiesturmes.

#### Overkill
Für den „Overkill“ (Folge 4 und 7) wurde eine Gipskugel an einer Stelle ausgehöhlt und mit Reis, Rosinen, gemahlenem Kaffee und Mehl gefüllt. Diese Füllung wurde beim Dreh mit Pressluft weggeblasen. Der Vorgang wurde mit einer Highspeed-Kamera aufgenommen und später mit der normalen Filmgeschwindigkeit wieder abgespielt.

#### Supernova
Für die Supernova (Folge 2) wurde eine Holzkugel mit Brandmasse versehen und an einem Seil aufgehängt. Für den Feuerschweif wurde ein Blechstreifen ebenfalls mit Brandmasse bestrichen und gefilmt. Beide Aufnahmen wurden dann später zusammenkopiert.

### Roboter
Für die Roboter (Folgen 3 und 4) wurden u. a. Papp- und Holzattrappen eingesetzt, die im Maßstab 1:1 entweder an dünnen Wolframfäden aufgehängt oder als Holzattrappen aufgestellt wurden.
Um bewegliche Roboter darstellen zu können, bediente man sich unterschiedlicher Methoden. So gab es ein Modell, in das ein Mensch hineinklettern konnte, um die Roboterarme zu betätigen. Der rechte Arm war ein normaler Eisportionierer, und der linke war ein Teil einer Geburtszange.
Für komplette Aufnahmen nutzte man 30 Zentimeter kleine Modelle, die mittels Stop-Motion animiert und im richtigen Verhältnis zu den Kulissen und agierenden Personen in den Film hineinkopiert wurden. Dadurch vermittelte man den Eindruck, die Roboter würden schweben. Die nachträglich einkopierten Robotermodelle warfen jedoch keine Schatten und waren auch teilweise transparent (Folge „Hüter des Gesetzes“).

## Dekoration
Hauptverantwortlicher für die Dekorationen war Rolf Zehetbauer, einer der bekanntesten Filmarchitekten Deutschlands, zusammen mit Werner Achmann und Johann Nothof. Der größte Teil der Kulisse bestand aus Kunststoff. Hier wiederum wurde das damals neue Tiefziehverfahren eingesetzt. Der Kunststoff Accuplan wurde mit der Tiefziehanlage Kiefer K7 in die gewünschten Formen gepresst.

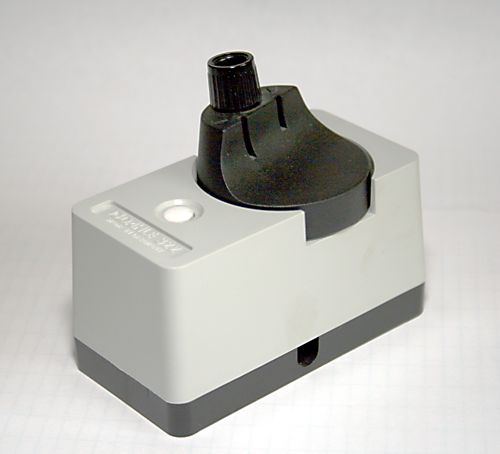
Minenspitzer Dahle 322

In die Kommandostation der Orion wurden insgesamt 22 Minenspitzer vom Typ 322 der Firma Dahle als Bedienelemente eingebaut. In der zentralen Bedieneinheit des Maschinenraums sowie als Testgerät beim Einbau der Overkillanlage diente ein Rowenta-Bügeleisen als Dekoration. Die Overkill-Anlage (Folge 4 und 7) bestand aus tiefgezogenen Wandteilen, einer großen Anzahl an Bananensteckern mit teilweise angeschraubten Kabelstücken, verchromten Kugeln sowie vielen Nähgarnrollenbehältern. Die Projektoren der Omikronstrahler bestanden ebenfalls aus Bananensteckern, die aufgebogen waren.
Zur weiteren Ausstattung zählten hochwertige Designermöbel, -lampen und -gläser. Von Ludwig Mies van der Rohe wurde die Liege Model 258 (Jahrgang 1930), von Harry Bertoia der Sessel Diamond Chair (Jahrgang 1952), von Yrjö Kukkapuro der Sessel Typ Karuselli (Jahrgang 1964), von Charles Eames der Stuhl Modell Aluminium group Nr. EA105 (Jahrgang 1958), von George Nelson der Stuhl Modell DAF Chair sowie von Eero Saarinen Tisch und Stuhl Modell Tulpe (Jahrgang 1957) als Möbelinventar eingesetzt. Als Trinkglas kam das berühmte Modell Smoke (Jahrgang 1964) von Joe Colombo zum Einsatz.
Die Dekoration der Kommandozentrale der Orion war mit 2,50 Meter Höhe und einem Innenmaß von fast 10 Metern und einem Außenmaß von 28 Metern die größte Dekoration. Sie stand auf einer 60 cm hohen Metallrohrkonstruktion, um die benötigte Verkabelung (ca. 10.000 Meter) zu verstecken. Damit die 3.200 Glühlampen ständig blinkten, wurde eine etwa 40 kg schwere Metallwalze benötigt, die durch einen Elektromotor in Gang gesetzt wurde. Die Crew saß auf fünf Designerstühlen des Typs Karuselli, die aber noch zusätzlich mit verchromten Metallteilen erhöht wurden. Die Kabinen bestanden aus unterschiedlichen tiefgezogenen Kunststoffen. Für die Wände wurden zusätzlich durchsichtige Abdeckungen für Frühbeete eingesetzt.

## Musik und Klangeffekte
Der Soundtrack wurde von Peter Thomas komponiert. Die erste Ausgabe auf Langspielplatte (PHILIPS TON GmbH, 843 796 PY), die schon 1966 herausgegeben wurde, war aufwändig gestaltet: sie besaß ein aufklappbares Plattencover mit Szenenfotos auf den Innen- und Außenseiten, innen war zudem eine Seite mit Zusatzinformationen eingearbeitet. Die Erstausgabe enthielt 18 Musikstücke. In den folgenden Jahren wurden Single und LP zur Serie mehrfach neu aufgelegt, in späteren Jahren auf CD. Die Veröffentlichung aus dem Jahr 2003 (Bungalow Records) mit dem Untertitel „The Complete Music“ enthält bis dato unveröffentlichte Stücke (u. a. „Mars Menuett“, „Enter The Crew“, „Attention Frogs!“). Die Veröffentlichung aus dem Jahre 2010 (BAVARIA SONOR) enthält 14 Bonusstücke, u. a. die Liveaufnahme „Orion Forever“.
Synthetische Klänge und Geräusche prägen als ständiger akustischer Hintergrund die Atmosphäre im Kommandostand des Raumschiffs und begleiten die dargestellten technischen Objekte wie Raumfahrzeuge, Roboter und Strahlenwaffen, Aufzüge und Schiebetüren. Produziert wurden diese Effekte im Siemens-Studio für elektronische Musik. Die Roboterstimme, die den Countdown beim Start des Raumschiffs spricht, wurde mit dem dort zur Verfügung stehenden Vocoder aus der Stimme von Peter Thomas erzeugt. Charakteristisch ist dabei die im Sprechfunk übliche Aussprache des Wortes fünf als „fünnef“ für die Roboterstimme.
Dieser Countdown und die Titelmusik finden im Truppenmarsch Weltraumkommando – Space Guard Salute des Weltraumkommandos der Bundeswehr Verwendung.

## Ende nach sieben Folgen
Spiegel Online zufolge wurde der Serie einige Jahre nach ihrer Erstausstrahlung unterstellt, faschistoide Züge zu tragen. Laut Aussage von Produzent Helmut Krapp hat sich schon allein deshalb eine Fortsetzung der Serie verboten. Nach anderer Darstellung war der Mangel an Drehbuchideen ursächlich. Letztlich war die Produktion nach Aussage des damaligen Bavaria-Generaldirektors Helmut Jedele derart aufwändig, dass sich die Produktionsgesellschaft personell und finanziell übernommen habe. Laut Filmkritiker Markus Risse sei zudem eine Vermarktung der Serie in den USA an der Schwarzweißoptik gescheitert, da dort – anders als in Deutschland – bereits das Farbfernsehen eingeführt worden war.

## 40-jähriges Jubiläum
Am 17. September 2006 strahlte WDR 5 eine einstündige Sendung aus, in der alle noch lebenden Beteiligten die Produktion der Serie reflektierten. Die Sendung wurde einige Monate später im Deutschlandradio Kultur wiederholt und erschien später als Hörbuch: Raumpatrouille – Die phantastische Geschichte des Raumschiffes Orion. Eine Fernsehlegende wird 40. Medienjournalist und Autor Robert H. Bales sprach mit Schauspielern wie Dietmar Schönherr, Eva Pflug, Wolfgang Völz und Charlotte Kerr-Dürrenmatt, sowie Regisseur Theo Mezger, dem damaligen Trickspezialisten und heutigen Produktions-Designer Götz Weidner sowie dem Komponisten Peter Thomas.
Die Tänzerin Roswitha Völz, Ehefrau von Wolfgang Völz, die in der Serie mit anderen Tänzerinnen den futuristischen Tanz Galyxo zeigte, führte den Tanz auch beim Jubiläum im Kino Arsenal in Berlin auf.

## Folgeprodukte

### Romane
Adaptionen der sieben Original-Episoden sowie zusätzliche Abenteuer erschienen zunächst als Taschenbücher. Ab 1972 wurden die Taschenbücher in Heftform gekürzt nachgedruckt und fortgesetzt. Von den insgesamt 145 Folgen erschienen lediglich die Bände 46 bis 81 in einer eigenständigen Heftreihe, der Rest wurde in die Heftserie TERRA ASTRA integriert. Die Romane zu den sieben Original-Episoden erschienen mehrmals in Buchform, etwa in den Verlagen Haffmanns und Saphir im Stahl.
Die Autoren stammten aus dem Umfeld der Perry-Rhodan-Serie, ein großer Teil der Romane wurde von Hanns Kneifel verfasst, der die ersten 41 Titel mit einer Ausnahme im Alleingang produzierte.

### Fotoroman
In der von Rolf Kauka herausgegebenen Heftreihe TipTop erschienen die ersten 4 Episoden als mit Fotos bebilderte Fortsetzungsgeschichten. Nach Einstellung von TipTop erschienen die restlichen Episoden in Fix und Foxi – Super TipTop, Band 6, unter dem Titel Raumpatrouille Orion.

### Kino
Im Jahr 2003 wurde für das Kino ein Zusammenschnitt mehrerer Folgen unter dem Titel Raumpatrouille Orion – Rücksturz ins Kino veröffentlicht.

### Quartett
Von ASS Altenburger wurde ein Quartett mit 36 Spielkarten in zwei Boxvarianten vermarktet. Im Gegensatz zu der nur schwarzweiß ausgestrahlten Fernsehserie zeigen die Karten des Quartetts Farbaufnahmen. Diese stammen aus wenigen farbig produzierten Szenen, bzw. farbigen Standfotos. Bei den im Quartett gezeigten Weltraum- und Raumschiffbildern handelt es sich um frei nachkolorierte Schwarzweißfotos der Trickaufnahmen. Hierbei wich man mangels farbigen Referenzmaterials farblich vom tatsächlichen Aussehen der Orion ab, was später zur weit verbreiteten Annahme führte, das Raumschiff besäße eine rotglühende Kuppel und einen roten Außenring.

### Hörspiel
Beim Schall und Wahn Verlag für Hörbücher ist eine Hörspielversion der sieben Original-Episoden erhältlich.

### Themenparks, Ausstellungen, Veranstaltungen
In den Jahren 1992 und 1993 waren im Rahmen des damaligen Bavaria-Filmparks in Bottrop-Kirchhellen-Feldhausen eine Handvoll Requisiten sowie Shows und an die Serie angelehnte Simulationen in einem Orion II genannten Themengebäude zu besichtigen. Inhaltlich wie optisch hatten die begehbaren Räumlichkeiten nicht mehr viel mit der Originalserie zu tun. Die gezeigte Orion II erinnerte mehr an das Atomium in Brüssel. Die in den Simulationen gezeigten Frogs ähnelten dem Batwing aus den Batman-Verfilmungen.

### Neuauflage
Im März 2021 wurde bekannt, dass die Produktionsfirma Bavaria Fiction eine Neuverfilmung der Serie plant.

## Sonstiges
- Als Anspielung auf diese Serie wurde in der US-amerikanischen TV-Serie Stargate Atlantis ein Kriegs-Raumschiff ebenfalls Orion genannt. Der deutsche Reporter Robert Vogel, der jahrelang über die Dreharbeiten zu Stargate SG-1 und Stargate Atlantis berichtet hat, erzählte den Produzenten von der deutschen Kultserie, und sie übernahmen den Namen des Schiffes.[17]
- Die deutsche Minimal-Electro-Gruppe Welle: Erdball bezieht sich mit dem Lied Grüße von der Orion auf die Serie. In dem Lied sind auch Sprach-Ausschnitte aus der Serie zu hören. Es ist auf den Alben Horizonterweiterungen (2004, nur Vinyl) und Chaos Total (2006) zu hören.
- Im Käpt’n Blaubär-Special Hein Blöd im All aus dem Jahre 1997 wird mehrmals auf die Serie angespielt. So wird u. a. beim Landen die Titelmusik abgespielt. Außerdem tritt Wolfgang Völz, der selbst Käpt’n Blaubär spricht, als Leutnant Völz auf.
- Im Zeichentrickfilm Kleines Arschloch ebenfalls von 1997, ist die Titelmelodie zu hören, als Peppi der Hund von LSD Halluzinationen hat.
- Aus Anlass des 50. Jubiläums der Erstausstrahlung erschien 2016 eine deutsche Briefmarke als Start der Reihe Deutsche Fernsehlegenden.